# Aeropuerto Internacional Quatro de Fevereiro
El Aeropuerto Internacional Quatro de Fevereiro sirve a la ciudad de Luanda, capital de Angola,  cuenta con vuelos internacionales a más de 22 destinos y las principales aerolíneas del mundo empiezan arribar a este destino.
Actualmente se realizan obras de ampliación y mejora del aeropuerto que traerán una remodelación a la terminal de pasajeros y la construcción de una nueva pista de aterrizaje. Con estas obras se espera que la capacidad de recepción de pasajeros pase de 400 a 1000 por hora y también genere un aumento de capacidad de1.200.000 pasajeros al año a 3.600.000, con una inversión aproximada de 74 millones de dólares americanos.
Pese a estas obras, el actual aeropuerto ya se encuentra inmerso en la zona urbana y esto imposibilita su expansión, por esta razón las autoridades locales realizan estudios con vista a construir un nuevo aeropuerto en un municipio llamado Ícolo, provincia de Bengo, a unos 40km de Luanda.

## Aerolíneas y destinos

### Destinos domésticos
| Benguela  | Aeropuerto de Benguela  | Fly Angola                      |          |
| Cabinda   | Aeropuerto de Cabinda   | TAAG Angola Airlines            | B737-700 |
| Catumbela | Aeropuerto de Catumbela | TAAG Angola Airlines            | B737-700 |
| Dundo     | Aeropuerto de Dundo     | Fly Angola TAAG Angola Airlines |          |
| Huambo    | Aeropuerto de Huambo    | TAAG Angola Airlines            |          |
| Kuito     | Aeropuerto de Kuito     | TAAG Angola Airlines            |          |
| Lubango   | Aeropuerto de Lubango   | TAAG Angola Airlines            |          |
| Luena     | Aeropuerto de Luena     | TAAG Angola Airlines            |          |
| Menongue  | Aeropuerto de Menongue  | TAAG Angola Airlines            |          |
| Namibe    | Aeropuerto de Namibe    | TAAG Angola Airlines            |          |
| Ondjiva   | Aeropuerto de N'Giva    | TAAG Angola Airlines            |          |
| Saurimo   | Aeropuerto de Saurimo   | Fly Angola TAAG Angola Airlines |          |
| Soyo      | Aeropuerto de Soyo      | TAAG Angola Airlines            |          |
| Uíge      | Aeropuerto de Uíge      | TAAG Angola Airlines            |          |

### Destinos internacionales
| Ciudades                        | Nombre del aeropuerto                             | Aerolíneas                                            | Aeronaves            | Frecuencias semanales |        |
| África                          | África                                            | África                                                | África               | África                | África |
| ------------------------------- | ------------------------------------------------- | ----------------------------------------------------- | -------------------- | --------------------- | ------ |
| Etiopía                         |                                                   |                                                       |                      |                       |        |
| Adís Abeba                      | Aeropuerto Internacional Bole                     | Ethiopian Airlines                                    |                      |                       |        |
| Gabón                           |                                                   |                                                       |                      |                       |        |
| Libreville                      | Aeropuerto de Libreville                          | Turkish Airlines                                      |                      |                       |        |
| Marruecos                       |                                                   |                                                       |                      |                       |        |
| Casablanca                      | Aeropuerto Internacional Mohammed V               | Royal Air Maroc                                       |                      |                       |        |
| Mozambique                      |                                                   |                                                       |                      |                       |        |
| Maputo                          | Aeropuerto Internacional de Maputo                | TAAG Angola Airlines                                  |                      |                       |        |
| Namibia                         |                                                   |                                                       |                      |                       |        |
| Windhoek                        | Aeropuerto Internacional de Windhoek Hosea Kutako | TAAG Angola Airlines                                  | DHC-8 Q400           |                       |        |
| Nigeria                         |                                                   |                                                       |                      |                       |        |
| Lagos                           | Aeropuerto Internacional Murtala Muhammed         | TAAG Angola Airlines                                  | B737NG               |                       |        |
| República del Congo             |                                                   |                                                       |                      |                       |        |
| Brazzaville                     | Aeropuerto de Maya-Maya                           | Kenya Airways TAAG Angola Airlines                    |                      |                       |        |
| Pointe-Noire                    | Aeropuerto de Pointe-Noire                        | Air France TAAG Angola Airlines                       |                      |                       |        |
| República Democrática del Congo |                                                   |                                                       |                      |                       |        |
| Kinsasa                         | Aeropuerto Internacional de N'Djili               | Brussels Airlines TAAG Angola Airlines                |                      |                       |        |
| Santo Tomé y Príncipe           |                                                   |                                                       |                      |                       |        |
| São Tomé                        | Aeropuerto Internacional de Sao Tomé              | TAAG Angola Airlines                                  |                      |                       |        |
| Sudáfrica                       |                                                   |                                                       |                      |                       |        |
| Ciudad del Cabo                 | Aeropuerto Internacional de Ciudad del Cabo       | TAAG Angola Airlines                                  |                      |                       |        |
| Johannesburgo                   | Aeropuerto Internacional de Johannesburgo         | Airlink TAAG Angola Airlines                          |                      |                       |        |
| Togo                            |                                                   |                                                       |                      |                       |        |
| Lomé                            | Aeropuerto de Lomé-Tokoin                         | ASKY Airlines                                         |                      |                       |        |
| América                         |                                                   |                                                       |                      |                       |        |
| Brasil                          |                                                   |                                                       |                      |                       |        |
| São Paulo                       | Aeropuerto Internacional de Guarulhos             | TAAG Angola Airlines                                  | B777-3M2ER           |                       |        |
| Asia                            |                                                   |                                                       |                      |                       |        |
| Catar                           |                                                   |                                                       |                      |                       |        |
| Doha                            | Aeropuerto Internacional Hamad                    | Qatar Airways                                         | A330-300             |                       |        |
| Emiratos Árabes Unidos          |                                                   |                                                       |                      |                       |        |
| Dubái                           | Aeropuerto Internacional de Dubái                 | Emirates                                              | B777-300ER           |                       |        |
| Europa                          |                                                   |                                                       |                      |                       |        |
| Alemania                        |                                                   |                                                       |                      |                       |        |
| Fráncfort del Meno              | Aeropuerto de Fráncfort del Meno                  | Lufthansa                                             | A330-343*            |                       |        |
| Bélgica                         |                                                   |                                                       |                      |                       |        |
| Bruselas                        | Aeropuerto de Bruselas-National                   | Brussels Airlines                                     | A330-343*            |                       |        |
| España                          |                                                   |                                                       |                      |                       |        |
| Madrid                          | Aeropuerto Adolfo Suárez Madrid-Barajas           | TAAG Angola Airlines (reinicia 29 de octubre de 2024) |                      |                       |        |
| Francia                         |                                                   |                                                       |                      |                       |        |
| París                           | Aeropuerto de París-Charles de Gaulle             | Air France                                            | A330-203             |                       |        |
| Portugal                        |                                                   |                                                       |                      |                       |        |
| Lisboa                          | Aeropuerto de Lisboa                              | TAAG Angola Airlines TAP Portugal                     | B777-3M2ER A330-941N |                       |        |
| Oporto                          | Aeropuerto de Oporto                              | TAAG Angola Airlines (Estacional) TAP Portugal        | A330-941N            |                       |        |
| Turquía                         |                                                   |                                                       |                      |                       |        |
| Estambul                        | Aeropuerto de Estambul                            | Turkish Airlines (Vía LBV)                            | A330ceo              |                       |        |